# Волеро Публилий Филон
Волеро Публилий Филон (на латински: Volero Publilius Philo) e римски политик от началото на 4 век пр.н.е. Произлиза от плебейската фамилия Публилии.
Волеро Публилий Филон става консулски военен трибун през 399 пр.н.е. заедно с петима други колеги: Гней Генуций Авгурин, Гней Дуилий Лонг, Луций Атилий Приск, Марк Ветурий Крас Цицурин и Марк Помпоний Руф.